# Ричард Роджерс (театр)
«Ри́чард Ро́джерс» (англ. The Richard Rodgers Theatre) — бродвейский театр, расположенный в западной части 46-й улицы в Театральном квартале Манхэттена, Нью-Йорк, США. Назван в честь композитора Ричарда Роджерса.

## История
Театр построен по проекту архитектора Ирвина Чанина. Открылся в 1925 году под названием «46-я улица Чанина» (англ. Chanin's 46th Street Theatre). За всё время своего существования несколько раз менял владельцев. Практически сразу театр был отдан под управление компании «The Shubert Organization», которая полностью выкупила его в 1931 году и убрала из названия фамилию архитектора.
В 1945 году театр захватывает Робертом В. Даулингом. В 1960 году «46-я улица» покупается продюсером Лестером Остерманом, который, в свою очередь, в 1978 году продаёт театр продюсерами Стивену Р. Фридману и Ирвину Мейеру.
В 1981 году театр покупает и реконструирует театральная компания «Nederlander Organization». В 1990 году «46-я улица» переименовывается в «Ричард Роджерс» — по имени известного композитора.
В настоящее время театр является рекордсменом по количеству наград премии «Тони» в номинациях «Лучшая пьеса» и «Лучший мюзикл».

## Основные постановки
- 1925: «Безумная деревня Гринвич»
- 1927: «Хорошие новости»
- 1932: «О тебе я пою»
- 1947: «Радуга Финиана»
- 1950: «Парни и куколки»
- 1961: «Donnybrook!»
- 1969: «1776»
- 1975: «Чикаго»
- 1978: «Лучший публичный дом в Техасе»
- 1982: «Девять»
- 1987: «Заборы»
- 1991: «Потерянные в Йонкерсе»
- 1995: Как преуспеть в бизнесе, ничего не делая (возрождённая)
- 1996: «Чикаго» (возрождённая; в 1997 году переехала в театр «Шуберт»)
- 1998: «Свободные»
- 2002: «Выметайся»
- 2006: «Тарзан»
- 2007: «Сирано де Бержерак»
- 2008: «На высотах»
- 2011: «Бенгальский тигр в Багдадском зоопарке»
- 2012: «Порги и Бесс»
- 2013: «Кошка на раскалённой крыше», «Ромео и Джульетта»
- 2014: «Если/Затем»
- 2015: «Гамильтон» (текущая)